# 查普林斯高地
78°0′S 162°38′E / 78.000°S 162.633°E
查普林斯高地（英語：Chaplains Tableland），是南極洲的高地，位於維多利亞地的斯科特海岸，處於李斯德山以北，屬於皇家學會嶺的一部分，現時由南極條約體系管理。